# Poduri, Bacău
Poduri este satul de reședință al comunei cu același nume din județul Bacău, Moldova, România. Din 1968, cuprinde și fostele sate Rusăești și Brănești. Se află pe malul drept al Tazlăului Sărat, lângă orașul Moinești și avea în 2002 o populație de 1674 de locuitori.

## Personalități
- Neculai Agachi (1925 - 1997), demnitar comunist
- Nicolae Șova (1885-1966), general